# Coniopteryx morobensis
Coniopteryx morobensis är en insektsart som beskrevs av Meinander 1990. Coniopteryx morobensis ingår i släktet Coniopteryx och familjen vaxsländor. Inga underarter finns listade i Catalogue of Life.